# Adrar de los Iforas

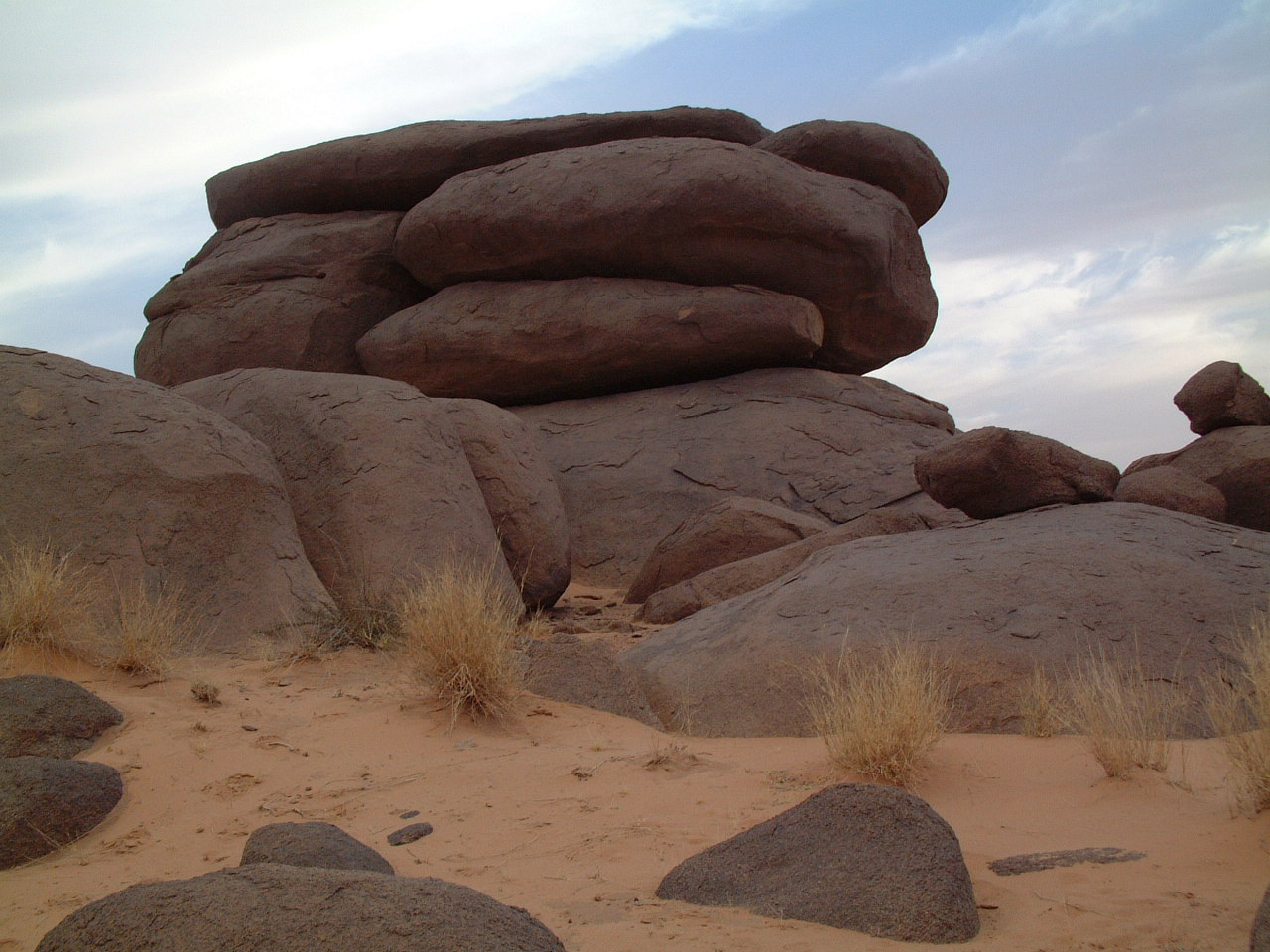
Apilamiento de rocas erosionadas en el Adrar de los Iforas.

El Adrar de los Ifoghas (también Adrar de los Iforas, en tamasheq y utilizando el alfabeto tifinagh, ⴰⴷⵔⴰⵔ ⵏ ⵉⴼⵓⵖⴰⵙ) es un macizo montañoso que se encuentra en Mali, en la Región de Kidal, y se extiende por un área de alrededor de 250.000 kilómetros cuadrados.

## Geografía
Esta área se caracteriza por amplios y profundos valles, y está repleto de pilas de bloques erosionados de granito. Los valles del macizo se abren a la planicie de Tamesna hacia el este, a la fosa de Telemsi hacia el oeste, a la cuenca occidental del valle de Azaouak en el sur, y al Tanezrouft en el norte. Los principales asentamientos de esta región son Kidal, Aguel'hoc, Boghassa, Essouk y Tessalit.

#### Mezquitas
Las investigaciones de Patrice Cressier ofrece una visión de la importancia arquitectónica y cultural de cuatro mezquitas situadas en el Adrar des Ifoghas al norte de Gao y Agadez.
La mezquita de Tefis, que se cree fue fundada hacia 1480, ocupaba una posición central dentro de un recinto sagrado ovalado y estaba acompañada por un pequeño oratorio que databa del siglo XV. Otra mezquita notable en la ciudad de In-Teduq, fundada aproximadamente en 1430 por ʿUthman al-Mawhub ibn Iflawas, presentaba una estructura central dividida en tres naves alineadas con la qibla. Desgraciadamente, fue destruida por la violencia a mediados del siglo XVI.
Del mismo modo, la mezquita de Shi-n Wasagharan, caracterizada por dos naves paralelas a la qibla, data del siglo XVI según las pruebas epigráficas de las necrópolis cercanas. Por su parte, la mezquita de Es-Suk, situada en la ciudad medieval de Tadmekka, contaba con una sala rectangular de 23,5 por 15,5 metros dividida en cinco naves paralelas a la qibla.
Estas mezquitas solían seguir una planta rectangular orientada de norte a sur, con estrechos pasillos alineados con la qibla y robustos muros perforados por pequeñas aberturas. Mientras que algunas aldeas o asentamientos temporales sólo tenían una nave, los centros urbanos como Assode o Tadmekka presentaban tres naves. A diferencia de las mezquitas de Mauritania, las de Air carecían de decoraciones y mostraban un aspecto más sustancial, desprovisto de minaretes o minbars.
Cressier sugirió que la meticulosa organización espacial de estas mezquitas, estructuradas a lo largo de un eje este-oeste y a menudo integradas en recintos sagrados ovalados, reflejaba un sentido de la armonía divina influido por el sufismo. Además, a finales del siglo XV, los eruditos de Tadmekka establecieron ermitas en Air, lo que probablemente contribuyó a la singular arquitectura religiosa de la región. Estas mezquitas representan un subgrupo distinto dentro de la estepa presahariana, caracterizado por su alineación con la qibla y dos o tres naves paralelas.

## Población local
El Adrar de los Ifoghas se conoce localmente como "Adagh". "Adrar" es el término bereber para montaña, mientras que "Ifogha" es el nombre de un aristocrático clan tuareg, "Kel Ifoghas", que han dominado la región durante generaciones. Como la mayor parte de los tuaregs, los Kel Ifoghas son nómadas, viviendo a partir de sus manadas de camellos, cabras y ovejas.
Esta área es rica en yacimientos arqueológicos, particularmente petroglifos con ilustraciones de hombres cazando, cultivando y pastoreando ganado. El esqueleto del hombre de Asselar fue hallado en esta área por Wladimir Besnard y Théodore Monod. 

## Conflicto de Malí
En 2013, esta zona se convirtió en refugio para los combatientes islamistas que luchaban que huían de la intervención francesa durante la guerra civil en Malí. El 22 de febrero, se luchó una batalla en el Adrar de los Ifoghas, muriendo 25 chadianos, entre los que estaba Abdel Aziz Hassane Adam, líder de las fuerzas especiales de Chad en Malí, y 93 islamistas. El 12 de marzo tuvo lugar la batalla de Tigharghar en la localidad del mismo nombre, muriendo un soldado chadiano y 6 islamistas. La batalla tuvo como resultado que los soldados de Chad tomaran la localidad.